# 怀念的未来～longing future～
（懷念的未來～longing future～ ）是中国歌手阿兰·达瓦卓玛以alan之名在日本的第三张单曲，是alan从2008年7月开始连续5个月单曲连发，以“创造地球的五大元素”：地、空、风、火、水为主题的首弹。同日本知名音乐人坂本龙一合作，作为日本NHK2008世界环境日“SAVE THE FUTURE 2008”的主题曲。

## 收录内容

### CD
1. （怀念的未来～longing future～）
  - 作词：大貫妙子　作曲：菊池一仁　编曲：中野雄太
  - NHK电视台的《NHK地球エコ2008 SAVE THE FUTURE》节目的主题曲
2. Seed of Green
  - 作词：Kenn Kato　作曲：菊池一仁　编曲：ats-
3. - 演唱：杉並児童合唱団
4. (Instrumental)
5. Seed of Green (Instrumental)

### DVD
1. (Music video)
2. Seed of Green (Image clip)